# Autobusna linija br. 124 u Zagrebu
Linija 124 (Črnomerec – Gornji Stenjevec) dnevna je autobusna linija u Zagrebu.
Prometuje na trasi: Črnomerec – Ilica – Aleja grada Bologne – Gospodska ulica – Bolnička cesta – Karažnik – Dubravica – Dubravica okretište
Povezuje Gornji Stenjevec, Gajnice i Vrapče s Črnomercem gdje se ostvaruje presjedanje na tramvaj.

## Vanjske poveznice
- Vozni red linije 124

1. ↑  Datoteke u GTFS formatu. zet.hr. Pristupljeno 5. lipnja 2025. - Sadrži informacije tijela javne vlasti u skladu s Otvorenom dozvolom